# Blaesoxipha mixta
Blaesoxipha mixta är en tvåvingeart som beskrevs av Boris Borisovitsch Rohdendorf 1928. Blaesoxipha mixta ingår i släktet Blaesoxipha och familjen köttflugor. Inga underarter finns listade i Catalogue of Life.